# Asdf
"asdf" er en række af bogstaver, som er de første fire taster på den midterste række taster på et almindeligt QWERTY tastatur. Bogstavsekvensen kan let skrives med venstre hånds fingre. De bruges ofte som en testindtastning eller som meningsløst nonsens. 
asdf er standardadgangskode for nogle systemer.[kilde mangler] Derfor bruges ordet i mange ordbogscrackers, siden der er en vis sandsynlighed for at en bruger ikke har ændret adgangskoden efter vedkommende anskaffede produktet.
Mange internetbrugere, som ikke er interesserede i at vælge noget mere personliggjort, bruger asdf som deres brugernavn og password samtidig så de hurtigt kan få adgang til data som man skal være registreret for at finde. Dette har ført til at mange websider bevidst har valgt at ugyldiggøre asdf@asdf.com som mailadresse.[kilde mangler]
Nogle brugere vælger at sætte asdf som kommando til at skifte fra QWERTY- til Dvorak-tastaturlayout, med aoeu som kommando til at skifte tilbage, da aoeu svarer til asdf på et Dvorak-tastatur.